# Salangichthys microdon
Salangichthys microdon (укр. риба-локшина, англ. Japanese icefish) — вид корюшкоподібних риб родини саоанксових (Salangidae).

## Опис
Це дрібна риба, 8-10 см завдовжки і вагою 1,5 г. Тіло дуже видовжене, безбарвне, напівпрозоре. Лише на бічній стороні черева є темні смужки, що складається з окремих цяток. Голова приплюснута. Плавального міхура немає.
Живиться дрібними ракоподібними.

## Поширення
Зустрічається в Японському морі біля берегів Кореї, Японії та Сахаліні. Мешкає у прибережних водах, руслах річок та солонуватих лиманах.

## Розмноження
Нерест проходить у березні-травні в руслах річок, лиманах. Плодовитість — 1,3-2,7 тис. ікринок. Ікра прикріплюється до водоростей.